# رجانة

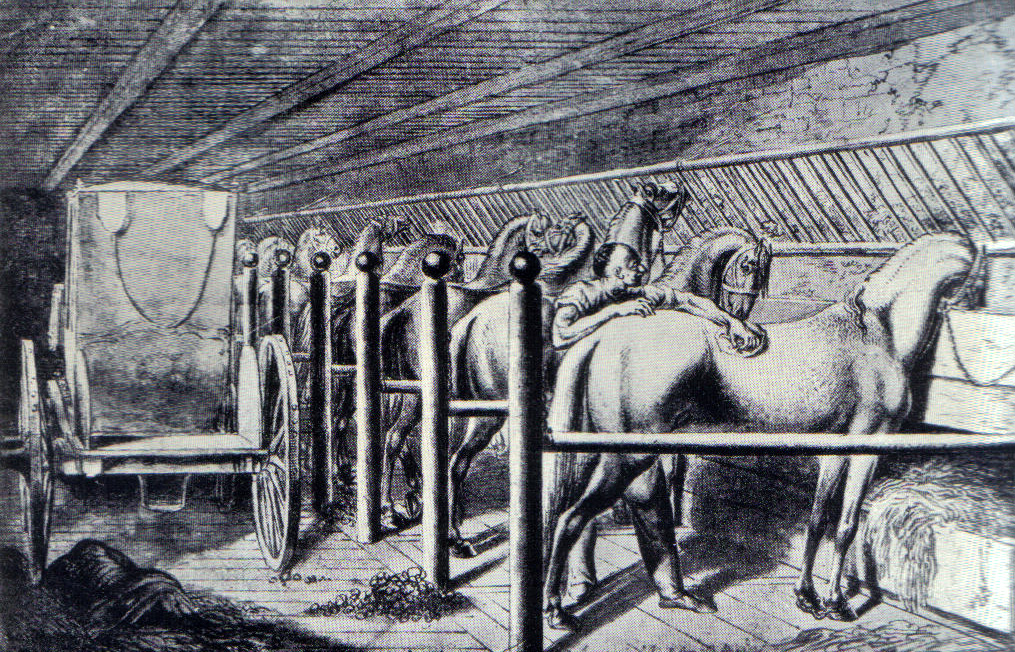

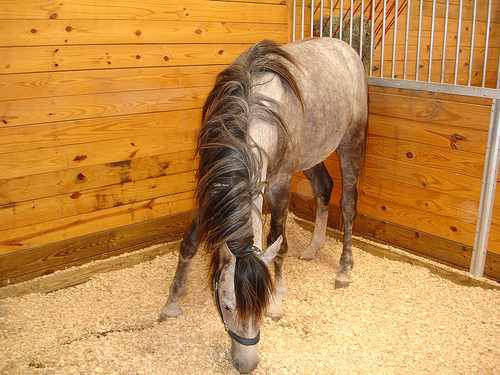

الرَّجَانَة و الرجن هي تربية الدواجن في المرابط والاصطبلات والمرح لا في المراعي.